# Znanost
Znanost (grč. episteme: razumijevanje, spoznanje, studija; lat. scientia, eng. i fr. science, njem. Wissenschaft) organiziran je sustav sveukupnog ljudskog znanja stečenog opažanjem procesa i pojava u prirodi i društvu, a obrađenog racionalnim, znanstveno prihvatljivim metodama.
Znanost je objektivno, sistematizirano i argumentirano znanje o zakonitostima, činjenicama, pojavama i njihovim vjerojatnim uzrocima. Stečeno je i provjereno egzaktnim promatranjem, organiziranim pokusom i pravilnim razmišljanjem.
Također, znanost nije samo skup znanja, već i način razmišljanja i gledanja stvarnosti. Taj se pogled temelji na razumu, logici, kritici, sumnji te objektivnom, slobodnom i samostalnom razmišljanju. Znanost je također objektivna, sustavna, logična, precizna i provjerljiva metoda prikupljanja, opisivanja, klasificiranja, definiranja, mjerenja, eksperimentiranja, uopćavanja, objašnjavanja i vrednovanja iskustvenih činjenica.

## Ciljevi znanosti
Cilj znanosti je istražiti, analizirati, opisati i objasniti stvarnost te odrediti odnos između uzroka i posljedice. Ciljevi znanosti ovise o društvenom, političkom i ekonomskom kontekstu određenog vremena i mjesta. Znanost je često legitimirala društveni poredak i strukture moći, što je često slučaj i danas.

## Znanstvena područja, polja, grane i ogranci
Podjele znanosti po područjima, poljima, granama i ograncima su brojne. Podjela dana u nastavku zasnovana je na preporuci Organizacije za ekonomsku suradnju i razvoj (OECD).

### Prirodne znanosti
- 1.1. Matematika
  - čista matematika
  - teorijska matematika
  - primijenjena matematika
  - vjerojatnost i statistika
- 1.2. Računalne i informacijske znanosti
  - računalna znanost
  - informacijske znanosti
  - bioinformatika
- 1.3. Fizika
  - atomska i molekularna fizika
  - fizika čvrstog stanja
  - fizika čestica
  - nuklearna fizika
  - fizika plazme
  - optika
  - optička fizika
  - akustika
  - astronomija
  - astrofizika
  - astrodinamika
  - biofizika
  - računalna fizika
  - kozmologija
  - dinamika
  - dinamika tekućina
  - kvantna fizika
  - fizika materijala
  - matematička fizika
  - mehanika
  - fizika polimera
- 1.4. Kemija
  - analitička kemija
  - biokemija
  - računalna kemija
  - elektrokemija
  - anorganska kemija
  - organska kemija
  - fizikalna kemija
  - kvantna kemija
  - spektroskopija
  - stereokemija
  - termokemija
  - pneumatska kemija
- 1.5. Znanosti o Zemlji i okolišu
  - geologija
  - geofizika
  - mineralogija
  - fizikalna geografija
  - oceanografija
  - vulkanologija
  - paleoekologija
  - meteorologija
- 1.6. Biologija
  - botanika
  - zoologija
  - antropologija
  - anatomija
  - fiziologija
  - ekologija
  - evolucija
  - genetika
  - citologija
  - entomologija
  - molekularna biologija
  - biokemija
  - biofizika
  - histologija
  - taksonomija

### Tehničke znanosti i tehnologija
- 2.1. Građevinarstvo
  - građevinarstvo
  - arhitektura
  - graditeljstvo
  - urbanizacija
  - tehnologija prometa
- 2.2. Elektrotehnika, elektronika i informacijska tehnologija
  - robotika
  - automatika
  - komunikacije
  - telekomunikacije
- 2.3. Strojarstvo
  - mehanika
- 2.4. Kemijsko inženjerstvo
- 2.5. Znanost o materijalima
  - metalurgija
- 2.6. Medicinsko inženjerstvo
- 2.7. Znanost o okolišu
  - geološko inženjerstvo
  - nafta
  - rudarstvo
- 2.8. Biotehnologija okoliša
  - dijagnostičke biotehnologije
- 2.9. Industrijska biotehnologija
  - biomaterijali
  - bioplastika
  - biogoriva
- 2.10. Nanotehnologija
  - nanomaterijali
  - nanoprocesi
- 2.11. Ostale tehničke znanosti
  - aeronautika
  - geodezija
  - industrijska kemija
  - proizvodnja hrane

### Medicinske znanosti
- 3.1. Temeljne medicinske znanosti
  - anatomija
  - fiziologija
  - genetika
  - farmacija
  - farmakologija
  - toksikologija
  - imunologija
  - patologija
- 3.2. Kliničke medicinske znanosti
  - pedijatrija
  - porodništvo i ginekologija
  - interna medicina
    - nefrologija
    - kardiologija
    - gastroenterologija

  - kirurgija
  - stomatologija
  - neurologija
  - psihijatrija
  - radiologija
  - oftalmologija
- 3.3. Zdravstvene znanosti
  - javno zdravstvo
  - socijalna medicina
  - higijena
  - medicinska njega
  - epidemiologija
- 3.4. Medicinska biotehnologija
- 3.5. Ostale medicinske znanosti
  - forenzika

### Poljoprivredne znanosti
- 4.1. Poljoprivreda, šumarstvo, ribarstvo i pridružene znanosti
  - agronomija
  - uzgoj životinja
  - hortikultura
  - agroekonomika
- 4.2. Veterina

### Društvene znanosti
- 5.1. Psihologija
  - bihevioralna analiza
  - biološka psihologija
  - kognitivna psihologija
  - klinička psihologija
  - razvojna psihologija
  - edukacijska psihologija
  - eksperimentalna psihologija
  - zdravstvena psihologija
  - humanistička psihologija
  - industrijska i organizacijska psihologija
  - neuropsihologija
  - psihologija ličnosti
  - psihometrija
  - psihologija religioznosti
  - psihofizika
  - psihologija osjeta i percepcije
  - socijalna psihologija
- 5.2. Ekonomija
  - makroekonomija
  - mikroekonomija
    - marketing
    - strateški management
    - računovodstvo
    - poslovna organizacija
    - vanjsko trgovinsko poslovanje
    - operacijska istraživanja
    - poslovna logistika
    - istraživanje tržišta
    - promocija
    - međunarodni marketing
    - međunarodna ekonomija
- 5.3. Pedagogija
  - sistematska pedagogija
  - povijest pedagogije
  - didaktika
  - andragogija
  - obrazovanje
  - metodika
- 5.4. Edukacijsko-rehabilitacijske znanosti
  - defektologija
  - logopedija
- 5.5. Kineziologija
  - kineziologija
  - trening
- 5.6. Ostale društvene znanosti
  - društvena antropologija
  - kulturološka antropologija
  - etnologija
  - demografija
  - menadžment
  - pravo
  - političke znanosti
  - sociologija
  - organizacija
  - informacijske znanosti
  - komunikacijske znanosti

### Umjetničke znanosti
- 6.1. Glazba
- 6.2. Drama
- 6.3. Slikarstvo
- 6.4. Kiparstvo
- 6.5. Arhitektura
- 6.6. Film
- 6.7. Ples
- 6.8. Strip

### Humanističke znanosti
- 7.1. Povijesne znanosti
  - povijest
  - arheologija
  - numizmatika
  - genealogija
- 7.2. Znanost o jeziku i književnosti
  - jezikoslovlje
  - filologija
  - povijest književnosti
  - teorija književnosti
- 7.3. Ostale humanističke znanosti
  - filozofija
  - semiotika
  - znanost o umjetnosti
  - povijest umjetnosti
  - teologija

## Klasifikacija znanstvenih i umjetničkih područja u Hrvatskoj
- Dodatak:Popis znanstvenih i umjetničkih područja, polja i grana u Republici Hrvatskoj

## Vanjske poveznice
Mrežna mjesta
- Zoran Primorac, Uvod u filozofiju znanosti (2010.)
- Neven Ninić, Ivan Kešina, Umiješanost promatrača - jedno od ograničenja znanosti, Filozofska istraživanja 1-2/2010.
- Davorka Matić, Internalizam racionalnih metodologija i eksterno-socijalna povijest znanosti, Revija za sociologiju, 1-2/1999.
- Hrvatski popularno znanstveni portal